# Křížová cesta (Černá Hora)
Křížová cesta v Černé Hoře na Blanensku se nachází v severní části města a vede na kopec Paseka (Zámecký vrch) severním úbočím ke kapli svaté Rodiny. Je chráněna jako nemovitá Kulturní památka České republiky.

## Historie
Křížová cesta byla postavena roku 1864 nákladem Flory Friesové a tvoří ji čtrnáct zastavení. Na kamenném základu stojí cihlová výklenková kaplička vystavěná z místních, ručně vyráběných cihel pocházejících z poloviny 19. století. V cihlové stavbě a opukových rámech je zasazen litinový reliéf vyobrazující jednotlivé fáze Kristovy poutě. Reliéfy byly odlity v blanenských železárnách. V horní cihlové části je zazděno do pískovce vytesané číslo zastavení, celá stavba je uzavřena opukovou stříškou s litinovým křížem. Vpředu je kamenné klekátko, navazující na základové kameny.
Po druhé světové válce křížová cesta pustla. Kořeny okolních lip vyvracely jednotlivá zastavení, některá i spadla. V letech 1999 – 2002 skupina mladých dobrovolníků ze Sdružení pro Černou Horu obnovila cestu a opravila kapličky. Bylo třeba znovu zhotovit řadu pískovcových prvků a zajistit staré, ručně vyráběné cihly. Náročné práce v obtížném terénu byly dokončeny roku 2004.
Obnovená křížová cesta byla slavnostně otevřena 24. října 2004.